# Cimarron (1931)
Cimarron (bra/prt: Cimarron) é um filme estado-unidense de 1931, dos gêneros faroeste e drama, dirigido por Wesley Ruggles, com roteiro de Howard Estabrook e Louis Sarecky baseado no romance homônimo de Edna Ferber.

## Sinopse
Por meio da história de um jornalista e sua mulher, o filme mostra a expansão territorial dos Estados Unidos entre os anos de 1889 e 1929.

## Elenco
- Richard Dix .... Yancey Cravat
- Irene Dunne .... Sabra Cravat
- Estelle Taylor .... Dixie Lee
- Nance O'Neil .... Felice Venable
- William Collier Jr. .... garoto
- Roscoe Ates .... Jesse Rickey
- George E. Stone .... Sol Levy
- Stanley Fields .... Lon Yountis
- Robert McWade .... Louis Hefner
- Edna May Oliver .... sra. Tracy Wyatt

## Principais prêmios e indicações
| Lista de prêmios e indicações | Lista de prêmios e indicações | Lista de prêmios e indicações | Lista de prêmios e indicações |
| Premiação                     | Categoria                     | Recipiente                    | Resultado                     |
| ----------------------------- | ----------------------------- | ----------------------------- | ----------------------------- |
| Oscar 1931                    | melhor filme                  | melhor filme                  | Venceu                        |
| Oscar 1931                    | Melhor direção de arte        | Max Rée                       | Venceu                        |
| Oscar 1931                    | Melhor roteiro adaptado       | Howard Eastbrook              | Venceu                        |
| Oscar 1931                    | Melhor ator                   | Richard Dix                   | Indicado                      |
| Oscar 1931                    | Melhor atriz                  | Irene Dunne                   | Indicada                      |
| Oscar 1931                    | Melhor direção                | Wesley Ruggles                | Indicado                      |
| Oscar 1931                    | Melhor fotografia             | Edward Cronjager              | Indicado                      |